# Eugongylus
Az Eugongylus a hüllők (Reptilia) osztályába a  pikkelyes hüllők (Squamata) rendjébe a gyíkok (Sauria)  alrendjébe és a  vakondgyíkfélék (Scincidae) családjába  tartozó nem.

## Rendszerezés
A nembe az alábbi 5 faj tartozik.
- fehércsíkos fényesszkink (Eugongylus albofasciolatus)
- Eugongylus mentovarius
- vörös fényesszkink (Eugongylus rufescens)
- Eugongylus sulaensis
- Eugongylus unilineatus

## Külső hivatkozás
- ITIS szerinti rendszerbesorolása
- Eugongylus mentovarius ITIS szerinti rendszerbesorolása